# Estación Catalina
Catalina fue una estación de ferrocarril que se hallaba en la localidad homónima en el Desierto de Atacama, en la Región de Antofagasta de Chile. Fue parte del Longitudinal Norte y del Ferrocarril de Taltal y actualmente se encuentra inactiva.

## Historia
La estación fue construida originalmente como parte de la extensión del Ferrocarril de Taltal entre la estación Refresco y el sector de la oficina salitrera Catalina (también denominada a inicios del siglo XX como «Catalina del Norte»), cuyas obras finalizaron el 11 de abril de 1888 y fueron entregadas al público mediante un decreto del 17 de julio del mismo año.
Con la construcción del ferrocarril Longitudinal Norte, en 1914 la estación comenzó a operar también como detención de dicha línea, con lo que Catalina se convirtió en un importante punto de conexión para trasladar pasajeros y carga hacia Taltal.
Según Santiago Marín Vicuña, la estación se encontraba ubicada a una altitud de 2180 m s. n. m. En mapas oficiales de 1949 y 1964 la estación continuaba apareciendo como operativa.
Luego del cierre de los servicios de la antigua Red Norte de la Empresa de los Ferrocarriles del Estado en junio de 1975, la estación continuó prestando servicios para el Ferrocarril de Taltal hasta que este cerró sus operaciones en 1976. Entre 1977 y 1980 fueron levantadas las vías de dicho ferrocarril, mientras que las vías del Longitudinal Norte fueron traspasadas a Ferronor y privatizadas. La estación posteriormente fue abandonada y se encuentra en ruinas, quedando solo los cimientos de algunas estructuras y dos torres de agua.